# منتخب أذربيجان لكأس فيد
منتخب أذربيجان لكأس فيد هو ممثل أذربيجان الرسمي في كرة المضرب في كأس فيد
.